# La Marâtre
 (juillet 2025).
Pour plus de détails, voir Fiche technique et Distribution.
La Marâtre est un film français réalisé par Alice Guy en 1906. Il n'a aucun rapport, comme cela est souvent dit, avec le roman de Balzac La Cousine Bette, ni avec sa pièce La Marâtre.

## Synopsis
L’image d’un couple modeste mais idéal : il s’apprête à partir au travail mais avant, il aide son épouse à mettre de l’ordre dans la maisonnée. Veuf, il avait accepté de l’épouser alors qu’elle était mère.
Mais la réalité est tout autre : la marâtre a pris en grippe son beau-fils et n’a d’égards que pour son bambin. Le pauvre garçon de l’homme bien aveugle, doit subir remontrances et coups de sa belle-mère. N’y tenant plus, il décide un beau jour de fuguer pour aller se recueillir sur la tombe de sa mère. C’est là qu’un militaire le trouve et décide de le remettre aux autorités.
Inquiet de la disparition de son fils, le père est allé au commissariat. Il n’a pas terminé sa déclaration qu’on lui amène son enfant. Tout semble bien se terminer mais le garçon refuse de retourner chez lui. Interloqués, les agents de la force publique ont tôt fait de découvrir les raisons de ses réticences : les bras du malheureux sont recouverts d’ecchymoses. Le garçon fond en larmes dans les bras de son père et avoue la vérité qu’il tenait cachée par égard pour lui.
Rentrés à la maison, le père veut chasser la femme indigne mais le fils plaide pour son ancienne persécutrice : il ne faut pas oublier qu’elle n’est pas seule !

## Analyse
Curieusement, à la fin de certaines séquences, les acteurs semblent chercher l’approbation de l’équipe technique avant de s’arrêter de jouer.

## Fiche technique
- Titre : La Marâtre
- Réalisation : Alice Guy
- Société de production : Société L. Gaumont et compagnie
- Pays de production : France
- Genre : mélodrame
- Durée : 7 minutes
- Date de sortie : 1906
- Licence : domaine public

## Autour du film
Le film est tourné en studio sauf la scène du cimetière, lequel est suggéré par des stèles et des croix en carton pâte. Les scènes tournées dans la chambre du couple semblent cependant bénéficier d’un éclairage naturel car les ombres portées des meubles n’ont pas toujours la même orientation d’une scène à l’autre.
Au mur de la modeste chambre, figure un panonceau « Elgé » en guise de copyright, Elgé, bien sûr pour Léon Gaumont.